# Illuminazionismo
L'Illuminazionismo (in persiano حكمت اشراق ‎ hekmat-e eshrāq; in arabo حكمة الإشراق‎? ḥikmat al-ishrāq; entrambi significano "Saggezza della luce nascente"), noto anche come Ishrāqiyyun o semplicemente Ishrāqi (in persiano اشراق‎, in arabo الإشراق‎?; lett. "sorgere", "splendore della luce che sorge") è una scuola di pensiero filosofica e mistica  introdotta da Sohravardi nel dodicesimo secolo con il suo Kitab Hikmat al-Ishraq (lett: "Libro della saggezza dell'illuminazione"), un testo fondamentale terminato nel 1186. Il titolo onorifico di Sohravardi è Shaikh al-ʿIshraq o Shaikh-i-Ishraq, che significano entrambi "Maestro dell'Illuminazione".
Scritto con l'influenza dell'avicennismo, del peripatetismo e del neoplatonismo, la filosofia è tuttavia distinta come una componente nuova e olistica alla storia della filosofia islamica.

## Storia

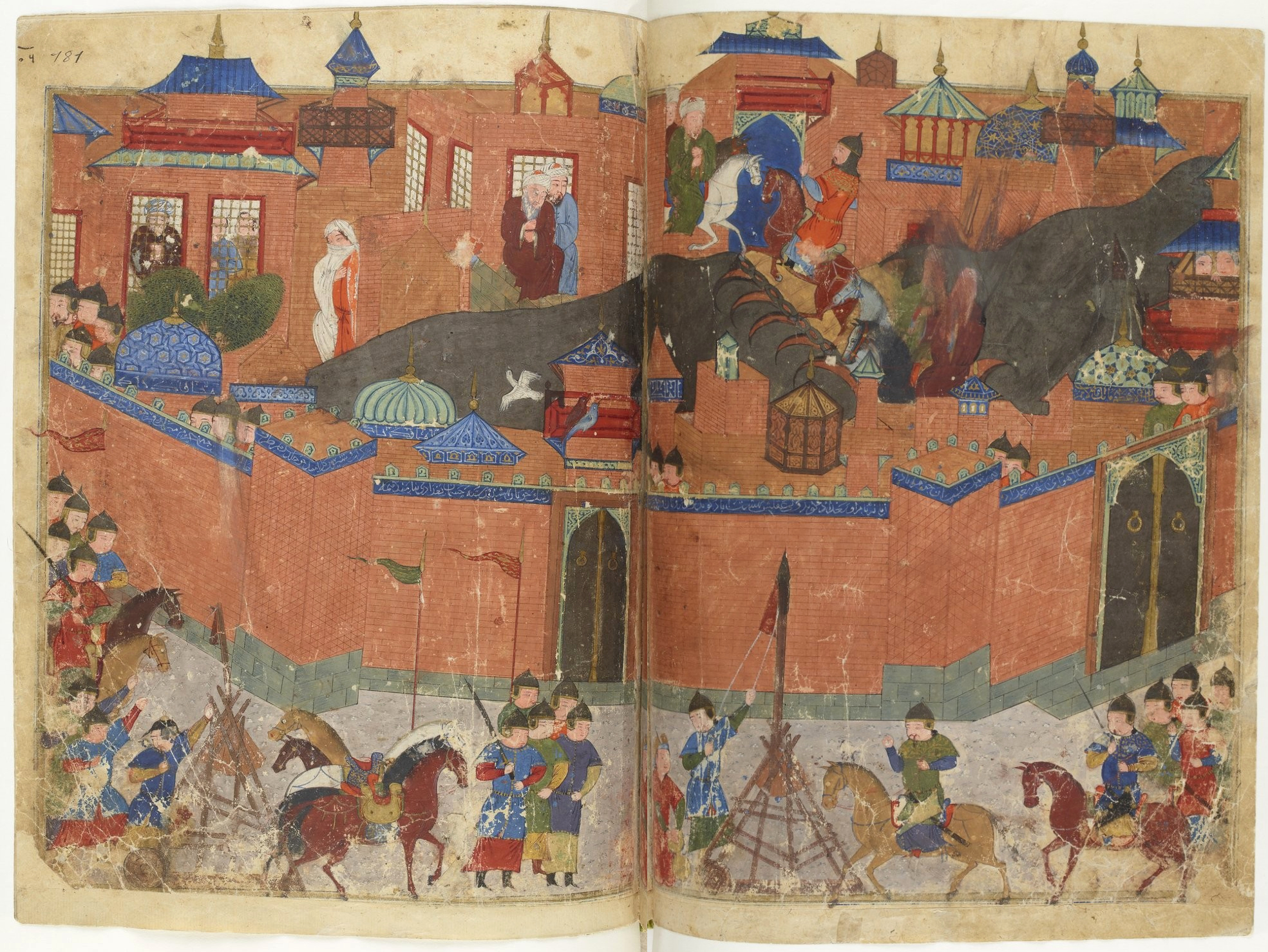
Presa di Baghdad del 1258 sotto il comando di Hulagu Khan, c. 1430.

Nel 1258 l'assedio ilkhanato-mongolo e la distruzione della Casa della Saggezza segnarono la fine dell'età dell'oro islamica, aprendo la strada a nuove idee filosofiche. Un esempio di questo tipo fu l'opera del filosofo Abu'l-Barakāt al-Baghdādī, in particolare il suo Kitāb al-Muʿtabar ("Il libro di ciò che è stato stabilito dalla riflessione personale"). La filosofia di Sohravardi fu influenzata dalla resipiscenza neoplatonica dell'uso della luce come metafora di fenomeni quali l'ispirazione, dall'enfasi sull'"evidente autoriflessione" e dalle sfide del libro alla norma aristotelica all'interno della filosofia islamica.
Il filosofo e logico persiano Zayn al-Din Omar Savaji spirٍ ulteriormente Suhrawardi con i suoi lavori fondamentali sulla matematica e la sua creatività nel ricostruire l'Organon. La logica in due parti di Savaji basata su "proposizioni espositive" (al-aqwāl al-šāreḥa) e "teoria della prova" (ḥojaj) servì da modello precursore delle "Regole del pensiero" di Sohravardi (al-Żawābeṭ al-fekr). Al-Baghdādī e Savaji sono due dei tre filosofi islamici citati nell'opera di Sohravardi.
Dopo aver terminato il suo Kitab Hikmat al-Ishraq (lett: "Libro della saggezza dell'illuminazione"), il filosofo persiano Shahab al-Din Suhrawardi fondò la scuola illuminazionista nel 1186. La scuola attinse alle antiche discipline filosofiche iraniche, all'avicennismo islamico, al pensiero neoplatonico (filtrato da Ibn Sina, ovvero Avicenna) e alle idee originali di Sohravardi.

## Concetti chiave
Nella sua Filosofia dell'Illuminazione, Sohravardi sostenne che la luce opera a tutti i livelli e le gerarchie della realtà (PI, 97.7–98.11). a luce produce luci immateriali e sostanziali, inclusi intelletti immateriali (angeli), anime umane e animali e persino "sostanze oscure", come i corpi.
La metafisica di Sohravardi si basa su due principi. La prima è una forma del principio di ragion sufficiente. Il secondo principio è l'impossibilità aristotelica dell'infinito attuale.

### Ishraq
Il significato essenziale della parola ishrāq (persiano اشراق, arabo : الإشراق)  è "sorgere", con un riferimento specifico all'alba , sebbene "illuminazione" sia la traduzione più comune. È stato usato nei testi filosofici sia arabi che persiani per rappresentare la relazione tra il “soggetto che apprende” (al-mawżuʿ al-modrek) e l'“oggetto percepibile” (al-modrak); al di là del discorso filosofico, è un termine usato nella discussione comune. Sohravardi adottٍa l'ordinarietà della parola per comprendere tutto quel che è mistico insieme a una serie di diversi tipi di conoscenza, incluso l'elhām, che significa ispirazione personale.

## Eredità
Nessuna delle opere di Sohravardi fu tradotta in latino, quindi questo concetto è rimasto sconosciuto nell'Occidente latino, sebbene il suo lavoro abbia continuato a essere studiato nell'Oriente islamico. Secondo Hossein Nasr, rimase sconosciuto in Occidente fino a quando non fu tradotto nelle lingue occidentali da pensatori contemporanei come Henry Corbin, e rimane in gran parte sconosciuto anche nei Paesi del mondo islamico.
Sohravardi provò a presentare una nuova prospettiva su questioni come quelle dell'esistenza. Non solo indusse i filosofi peripatetici a confrontarsi con tali nuove domande, ma anche diede nuova vita al corpo della filosofia dopo Avicenna. Secondo John Walbridge, le critiche alla filosofia peripatetica potrebbero essere considerate un importante punto di svolta per i suoi successori. Sohravardi fece una distinzione tra due approcci nella filosofia dell'illuminazione: un approccio è discorsivo e un altro è intuitivo.
Sebbene Sohravardi sia stato inizialmente un pioniere della filosofia peripatetica, successivamente divenne un platonico in seguito a un'esperienza mistica. A lui è attribuito il merito di aver fatto rivivere in Persia la sapienza degli antichi con la sua filosofia dell'illuminazione. I suoi seguaci, come Shahrzouri e Qotb al-Din Shirazi, cercarono di proseguire sul sentiero tracciato dal loro maestro.
I pensatori illuminazionisti della Scuola di Isfahan giocarono un ruolo significativo nel rivitalizzare la vita accademica nell'Impero Safavide sotto Abbās I il Grande (1588-1629). Il pensiero avicenniano continuò a informare la filosofia durante il regno dell'Impero Safavide durante il quale l'illuminazionismo fu insegnato nelle madrase (Luogo di Studio) stabilite da devoti scià.